# Störmer (cráter)
Störmer es un cráter de impacto perteneciente a la cara oculta de la Luna. Se encuentra en la parte norte de la superficie lunar, al sureste del cráter Olivier y al norte de van Rhijn.
|  |

Es una formación relativamente reciente, con un relieve que no ha recibido una cantidad significativa de desgaste o erosión debida a impactos posteriores. El borde del brocal está claramente definido, y la pared interior aparece aterrazada en su lado noroeste. El suelo interior es relativamente plano, con una formación de doble pico en el punto medio.
El cráter satélite Störmer P está unido al exterior del borde del cráter principal en su lado suroeste.
Debe su nombre a Carl Størmer, un matemático noruego e investigador de las auroras polares.

## Cráteres satélite

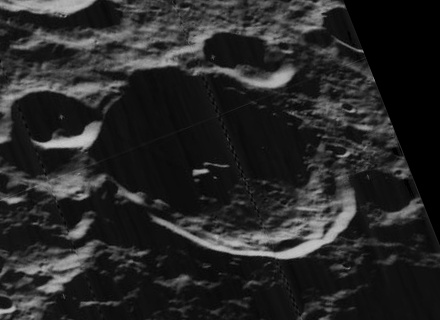
Imagen oblicua de la misión Lunar Orbiter 5

Por convención estos elementos son identificados en los mapas lunares poniendo la letra en el lado del punto medio del cráter que está más cercano a Störmer.
|         | \| Störmer \| Coordenadas \| Diámetro \| \| ------- \| ------------------------------ \| -------- \| \| C \| 58°18′N 150°36′E / 58.3, 150.6 \| 61 km \| \| H \| 54°48′N 150°12′E / 54.8, 150.2 \| 32 km \| \| P \| 56°06′N 145°18′E / 56.1, 145.3 \| 22 km \| \| T \| 56°48′N 141°42′E / 56.8, 141.7 \| 27 km \| \| Y \| 60°18′N 144°48′E / 60.3, 144.8 \| 26 km \| |          |
| Störmer | Coordenadas | Diámetro |
| C       | 58°18′N 150°36′E / 58.3, 150.6 | 61 km    |
| H       | 54°48′N 150°12′E / 54.8, 150.2 | 32 km    |
| P       | 56°06′N 145°18′E / 56.1, 145.3 | 22 km    |
| T       | 56°48′N 141°42′E / 56.8, 141.7 | 27 km    |
| Y       | 60°18′N 144°48′E / 60.3, 144.8 | 26 km    |